# Museo Bata Shoe
El museo Bata Shoe se encuentra ubicado en el centro de la ciudad de Toronto, en Canadá. Es el principal museo de calzado en América del Norte, con una colección de más de trece mil piezas, iniciado de la colección de su fundadora la arquitecta suizo-canadiense Sonja Bata, familiar del creador de la fábrica de zapatos Bata, el difunto Tomáš Baťa. Este museo no solo es un espacio expositivo, sino también un destacado centro de investigación a nivel internacional. Su misión fundamental es investigar, exhibir y publicar trabajos académicos y científicos que profundicen en el significado cultural, histórico y sociológico del calzado.
El museo recopila, investiga y conserva todo tipo de calzado y realiza exposiciones. Ofrece cuatro exposiciones, tres de las cuales son limitadas en el tiempo, así como conferencias, espectáculos y eventos familiares.
Fue diseñado para seguir un núcleo de circulación, en el este se encuentran las salas de exposiciones, hacia el oeste están las tiendas de regalos, los salones de usos múltiples, vitrinas especiales y salas de exposiciones, y la recepción administrativa. Un patio interior se encuentra en el lado sur del edificio. Hay otros dos niveles dedicados a las exposiciones y la investigación del calzado.